# 1373-as busz
Az 1373-as jelzésű autóbuszvonal Miskolc és Gyula (Miskolc – Tiszaújváros – M3-as autópálya – Debrecen – Gyula) között húzódó országos vonal, amelyet a MÁV Személyszállítási Zrt. üzemeltet.

## Útvonala
A miskolci autóbusz-állomásról indul. A 3-as főúton halad Mezőkövesd felé, hasonlóan a többi erre megforduló járathoz, odairányban a főúton, visszirányban a Csabai kapun és a Corvin utcán át. A Miskolctapolcai elágazáson túl Hejőcsabát, majd Görömbölyt súrolja. A harsányi elágazásban a 304-es, Miskolc déli elkerülő útján éri el az M30-as autópályát, majd azon is marad egészen a 35-ös főúti csomópontjáig, innen Nagycsécs és Sajószöged településeken hajt keresztül, de azonban első települése, ahol megáll, az csak a járásközpont Tiszaújváros. Keresztezi a Tiszát, illetve egy megyehatárt is, a hajdú-bihari Polgáron tartózkodik, utána egykori vasútállomása közelében az M3 Outlet Centeri, M3-as autópályai 175-ös lehajtónál ismét gyorsforgalmi szakaszon közlekedik egészen a Debrecenig vezető M35-ös autópálya 38-as lehajtójáig. A nagyvárost az Agrártudományi Centrum felől közelíti meg, a vonal 104. kilométerénél érkezik a buszállomására, itt pihenőt tesz. Aztán a 47-es úton továbbra is expresszjárati jelleggel közlekedik, a továbbiakban minden településen mindössze egy megállót érint végállomása kivételével. Déli irányban következőnek Derecskére, majd egy újabb nagyvárosba, Berettyóújfaluba hajt be. A hozzákapcsolt Berettyószentmárton központja is kiszolgált, mint ahogy Mezősas is. Eltávolodik a főúttól, egészen a román határig, Magyarország keleti részébe, Körösszegapátiba, nevéből adódóan a Sebes-Körös partjára. Immáron 2,5 órája az Alföld területén ezúttal Körösszakál, Magyarhomorog és Komádi települések vannak az útvonalára felfűzve, később megyehatáron túl és a Begécsi-víztározó térségében Zsadány is. Hátralevő útján a 4219-es mellékúton halad, békési falvakon át, mint például a 78 lakosú Nagygyantén, mely különben Mezőgyánhoz tartozik, azonban a járat a közelében sem fordul meg. Az egyenes úton összekötött Sarkadkeresztúrra és Sarkadra megy. Legvégül több, mint 4,5 órás útja végállomására érkezik, Gyula buszállomására.

## Közlekedése
Indításai naponta történnek a miskolci üzemegység biztosítása által, reggel odairányban, délután visszirányban közlekedik az adott jármű, aznap 465 kilométeres vonalhossza után. Közel hasonló útvonalon Debrecen és Gyula között az 1440-es autóbuszok közlekednek, annyi különbséggel, hogy jóval lassabb járatokkal rendelkezik.

### Törzsjárművei
- a PNG-045 rendszámú Nepolan Tourliner autóbusz.

| Viszonylat                            | Indításszám | Közlekedési rend |
| ------------------------------------- | ----------- | ---------------- |
| Miskolc, aut. áll. – Gyula, aut. áll. | 1 pár       | naponta          |

## Megállóhelyei
| 0  | Miskolc, autóbusz-állomás végállomás | 0.0 km   | 1, 1G, 3, 3A, 4, 7, 11, 12G, 20, 20A, 24, 28, 32, 34G, 35, 43, 44, 45, 101B, 900, 914, 935 1050, 1053, 1369, 1370, 1372, 1374, 1375, 1376, 1377, 1380, 1381, 1383, 1384, 1410, 1411 3700, 3701, 3702, 3703, 3704, 3705, 3706, 3707, 3708, 3709, 3710, 3711, 3712, 3714, 3715, 3716, 3717, 3718, 3719, 3720, 3721, 3722, 3723, 3724, 3726, 3727, 3728, 3729, 3730, 3731, 3733, 3734, 3735, 3736, 3737, 3738, 3739, 3740, 3741, 3742, 3743, 3744, 3745, 3746, 3747, 3748, 3749, 3750, 3751, 3752, 3753, 3754, 3755, 3757, 3760, 3761, 3764, 3765, 3766, 3767, 3770, 3772, 3773, 3774, 3775, 3776, 3777, 4019 |
| 1  | Miskolctapolcai elágazás             | 3.2 km   | 4, 14, 20, 24, 30, 32, 34, 36, 43, 44, 45, 900, 914, 935 1050, 1369, 1370, 1372, 1374, 1375, 1376, 1377, 1380, 1381, 1410, 1411 3738, 3739, 3740, 3741, 3742, 3743, 3744, 3745, 3746, 3747, 3748, 3749, 3750, 3751, 3752, 4019 |
| 2  | Tiszaújváros, autóbusz-állomás       | 33.1 km  | 1, 1A, 2, 3 1055 1369, 1370, 1372, 1374, 1410, 1426, 1427 3731, 3733, 3737, 3739, 3744, 3745, 3752, 3952, 3960, 3963, 3965, 3966, 3967, 3968, 3969, 3970, 3971, 3974, 3975, 4008, 4240, 4241, 4484 |
| 3  | Polgár, autóbusz-váróterem           | 42.8 km  | 1055 1369, 1370, 1372, 1374, 1410, 1426, 1427, 1450 3739, 3952, 3960, 4240, 4241, 4463, 4482, 4484, 4488 |
| 4  | Debrecen, Agrártudományi Centrum     | 101.1 km | 15, 15G, 15H, 15Y, 15YH, 22, 22Y, 24, 24Y, 34, 34A, 35, 35A, 35Y, 35YA, 36, 36A, 52E, 61, 93, 94 1372, 1374, 1410, 1411 4459, 4460, 4461, 4463, 4464, 4466 |
| 5  | Debrecen, autóbusz-állomás           | 104.2 km | 10, 10Y, 19, 19H, 20E, 25, 25Y, 34, 35, 35E, 35Y, 36, 41, 41Y, 42, 45, 46, 46E, 46EY, 46H, 60, 60H, 93, 94, 125, 125Y, 146 3, 3A, 4, 5, 5A 1301, 1343, 1344, 1372, 1374, 1410, 1432, 1440, 1441, 1443, 1446, 1447, 1449, 1450 4425, 4304, 4323, 4324, 4400, 4401, 4402, 4403, 4405, 4406, 4407, 4408, 4410, 4412, 4413, 4414, 4415, 4416, 4420, 4421, 4422, 4423, 4430, 4431, 4432, 4434, 4438, 4440, 4445, 4446, 4450, 4451, 4452, 4459, 4460, 4461, 4463, 4464, 4466, 4512 |
| ∫  | Debrecen vasútállomás                | ∫        | 10, 10Y, 14, 14Y, 16, 18, 18Y, 21, 30, 30A, 30H, 37, 37A, 39, 39X, 42, 43, 44, 46, 46H, 46Y, 47, 47Y, 48, 49, 52E, 60, 60A, 60H, 61, 71, 71A, 72, 72A, 90Y, 91Y, 93, 94, 146, A1, R1, R2 5, 5A 1, 2 1374, 1432, 1440, 1441, 1449 4225, 4304, 4323, 4324, 4400, 4401, 4402, 4403, 4405, 4406, 4407, 4408, 4410, 4412, 4413, 4414, 4415, 4416, 4420, 4421, 4422, 4423, 4430, 4431, 4432, 4434, 4438, 4506, 4512 S506 , BEZ, EC, IC, személyvonat – Debrecen vá. [100/105/106/108/109/110. sz.] |
| 6  | Derecske, autóbusz-váróterem         | 126.3 km | 1374, 1432, 1440, 1441 4423, 4425, 4430, 4431, 4432, 4434, 4436, 4506, 4512, 4521, 4542, 4573 |
| 7  | Berettyóújfalu, autóbusz-állomás     | 141.1 km | 1 1374, 1432, 1440, 1441 4425, 4430, 4431, 4432, 4433, 4434, 4436, 4500, 4501, 4504, 4505, 4506, 4508, 4512, 4521, 4532, 4564, 4565, 4573 |
| 8  | Berettyószentmárton, posta           | 144.0 km | 1 1374, 1432, 1440, 1441 4431, 4432, 4433, 4505, 4506, 4512, 4564, 4565, 4573 |
| 9  | Mezősas, autóbusz-váróterem          | 154.6 km | 1440 4431, 4432, 4565 |
| 10 | Körösszegapáti, Kossuth utca         | 165.4 km | 1440 4431, 4432, 4561, 4565 |
| 11 | Körösszakál, autóbusz-váróterem      | 169.2 km | 1440 4431, 4561, 4564, 4565 |
| 12 | Magyarhomorog, Árpád utca 24.        | 173.4 km | 1440 4431, 4561, 4564 |
| 13 | Komádi, városháza                    | 178.3 km | 1440 4431, 4561, 4562, 4564, 4811, 4864 |
| 14 | Zsadány, községháza                  | 187.2 km | 1440 4863, 4864, 4881, 4883, 4885 |
| 15 | Nagygyanté, autóbusz-váróterem       | 201.0 km | 1440 4881, 4883, 4885 |
| 16 | Sarkadkeresztúr, községháza          | 208.6 km | 1440 4819, 4824, 4872, 4881, 4883, 4885 |
| 17 | Sarkad, autóbusz-váróterem           | 216.1 km | 1440 4819, 4824, 4872, 4881, 4882, 4883, 4885 |
| 18 | Gyula, Várfürdő bejárati út          | 230.6 km | 1440 4824, 4872, 4881, 4883, 4885 |
| 19 | Gyula, autóbusz-állomás végállomás   | 232.3 km | 4, 5 1085, 1440 4812, 4824, 4825, 4826, 4827, 4855, 4872, 4880, 4881, 4882, 4883, 4885, 4887, 4890, 4892, 4894, 4897, 5018, 5021, 5022, 5128, 5160, 5189, 5208 |